# Aleksandar Radović
Aleksandar Radović, né le 24 février 1987 à Dubrovnik, est un joueur de water-polo international monténégrin évoluant en équipe nationale du Monténégro.

## Palmarès

### En sélection
- Monténégro
  - Championnat d'Europe :
    - Finaliste : 2012 et 2016.